# ترومئتی
تَرُمَئیتی یا ترومئتی همستار یا رقیب و دشمن بزرگ سفندارمذ ایزد موکل زمین که هماره زمین را خرم و آباد و پاک و بارور نگه می‌دارد، است. او دیو غرور و نخوت است. این واژه در گات ها تَرِمَئیتی و در سایر قسمت‌های اوستا ترومَئتی است که اولی به معنی غرور و نخوت وتکبر و خودپرستی و دومی به معنی دیو غول نخوت و غرور است که آن را در پهلوی ترمنش گویند. این دیو را به ویژه رقیب سپندارمذ که ایزد تواضع و بردباری است، می‌شمارند.